# Schwermer (Konfiserie)
Unter Schwermer wurden 1894 in Ostpreußen ein bald für seine Konfiseriewaren berühmtes Kaffeehaus begründet, das 1945 nach Bad Wörishofen verlegt wurde. Nach einer Trennung von Kaffeehaus und Produktion, werden die Produkte mittlerweile von der Schwermer Confiserie GmbH in Weißenfels vertrieben. Das Kaffeehaus wurde 2024 geschlossen.

## Geschichte
1894 gründete der Confiseur Henry Schwermer, der zuvor im Café Kranzler in Berlin gelernt hatte, das Unternehmen in Königsberg in Ostpreußen. Bald spezialisierte sich der Kaffeehausbetrieb mit Konfiserie auf die Herstellung von Königsberger Marzipan, Pralinen und Baumkuchen. Für seine Baumkuchen-Kreationen erhielt Henry Schwermer auf der Pariser Weltausstellung im Jahre 1900 die Goldmedaille.

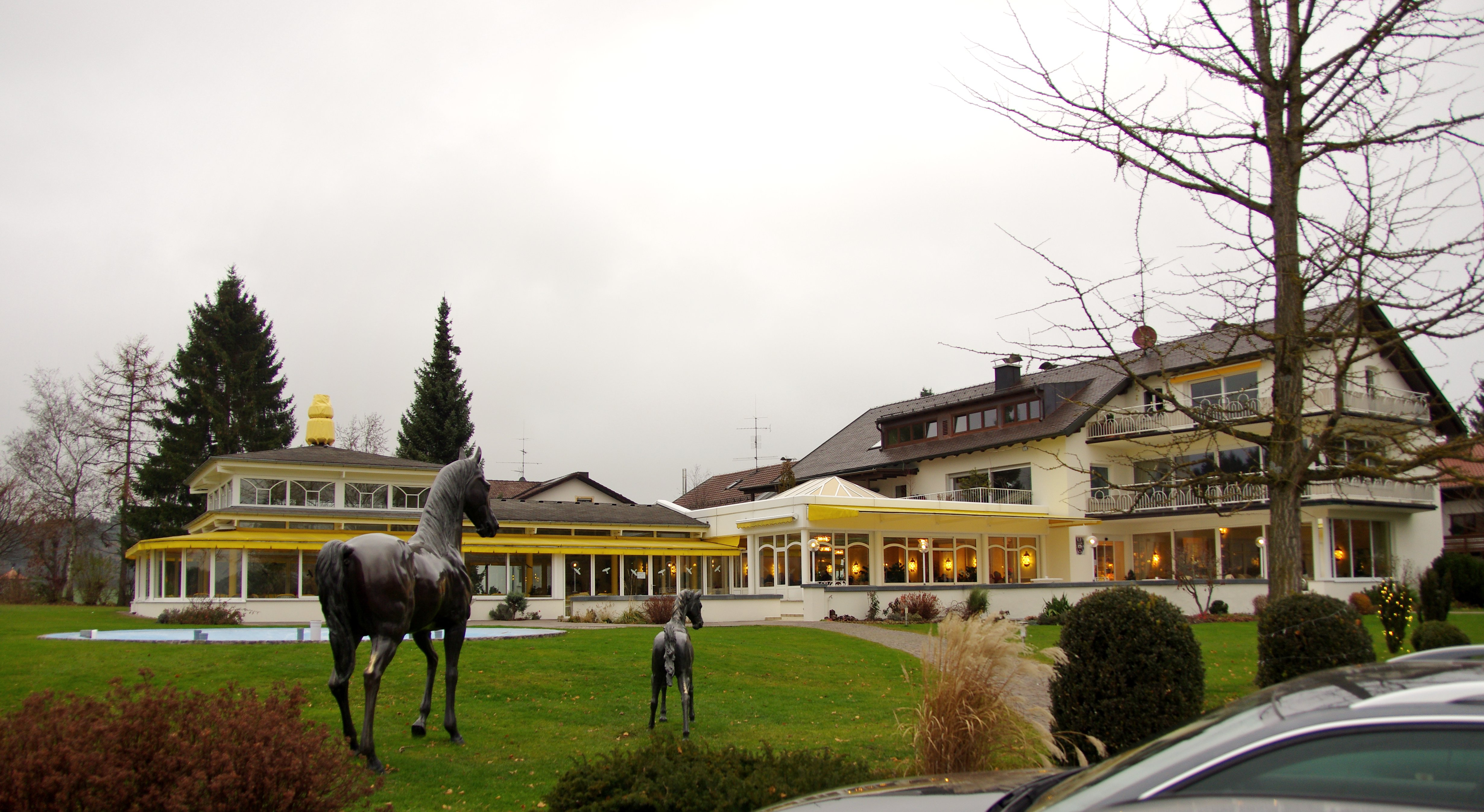
Café Schwermer in Bad Wörishofen

Nach dem Tod des Gründers im Jahre 1918 übernahm seine Tochter Charlotte Stiel das Unternehmen. Als Schwermer nach dem Zweiten Weltkrieg Königsberg verlassen musste, legte sie den Grundstein für einen Neuanfang des Kaffeehauses in Bad Wörishofen. Als die Räumlichkeiten im wieder gegründeten Café Schwermer für die Produktion zu klein wurden, entstand 1968 unter der Leitung ihres Sohnes Dietrich Stiel (geb. 1925) im Ortsteil Gartenstadt ein Produktionsbetrieb für Süßwaren, der – bis zu seinem Abriss 2022 – mehrfach auf eine letztendliche Größe von ca. 15.000 m² erweitert wurde. Der Urenkel des Firmengründers, Peter Stiel (1949–2019), übernahm  in vierter Generation die Geschäftsführung des Familienunternehmens, das nunmehr den Namen Schwermer Dietrich Stiel GmbH trug. 

Ab 2017 nur im Kaffeehausbetrieb weitergeführtes Logo

 Zu Beginn des Jahres 2017 wurde die Inhaberschaft von Kaffeehaus und Süßwarenproduktion getrennt. Die Tradition als Familienunternehmen setzte sich nur noch im Betrieb des Kaffeehauses in Bad Wörishofen fort, das von der Café Schwermer GmbH & Co. KG geführt wurde und eine Konfiserie kleineren Umfangs fortführte. Es wurde zum 17. Oktober 2024 dauerhaft geschlossen.
Die Süßwarenproduktion übernahm 2017 die Heidi Chocolat Suisse. Das Schweizer Unternehmen gehört über die rumänische Holding KEX Confectionery AG zur österreichischen Meinl-Gruppe. 2018 erfolgte ein Relaunch der Marke Schwermer, bei dem neue Produkte eingeführt und in die Bad Wörishofener Produktion investiert wurde. 2019 waren rund einhundert Mitarbeiter in der Süßwarenproduktion beschäftigt; es wurde in 37 Länder exportiert. Dem neuen Inhaber gelang es jedoch nicht, das Süßwarenunternehmen dauerhaft zum gewünschten Erfolg zu bringen. Da sich für den Standort Bad Wörishofen kein Investor fand, wurde die Produktion dort zum Jahresende 2020 eingestellt. Die Gebäude wurden abgerissen; es entstand ein Wohngebiet. Die Markenrechte wurden an United Chocolate GmbH in Weißenfels verkauft, welche die Marke in der Schwermer Confiserie GmbH mit Sitz in Weißenfels weiterführt.

## Kuriosität
Schwermer-Pralinen wurden für die Raumstation Mir geliefert und waren an Bord des Space Shuttles.